# صوفيا ماكدوغال
صوفيا ماكدوغال (بالإنجليزية: Sophia McDougall)‏ (31 مايو 1979، لندن في المملكة المتحدة)؛ كاتِبة وروائية بريطانية. درست في جامعة أوكسفورد.